# Robur Siena 2016-2017
Questa voce raccoglie le informazioni riguardanti la Robur Siena nelle competizioni ufficiali della stagione 2016-2017.

## Stagione
Nella stagione 2016-2017 il Robur Siena disputa il girone A del campionato di Lega Pro, vi raccoglie 45 punti che valgono il dodicesimo posto. Allenato da Giovanni Colella nel girone di andata, nel quale ha ottenuto 23 punti. Poi nel girone di ritorno la Robur Siena è passata nelle mani del tecnico Cristiano Scazzola, con lui raccoglie 22 punti, chiudendo il torneo con sei lunghezze di vantaggio sui Play-out. La squadra senese ha partecipato alla Coppa Italia Tim Cup ma è stata subito eliminata il 31 luglio dal Messina, perdendo (0-3). Poi partecipa alla Coppa Italia di Lega Pro dove nei sedicesimi ha la meglio (2-0) sulla Viterbese, ma poi viene eliminata negli ottavi, sconfitta (2-0) a Teramo.

## Organigramma societario
Area direttiva
- Presidente: Anna Durio
- Amministratore delegato: Federico Trani
- Direttore sportivo: Giovanni Dolci
- team manager: Ivan Sarra
- Segretario: Stefano Osti

Area tecnica
- Allenatore: Giovanni Colella poi Umberto Scazzola
- Secondo allenatore: Moreno Greco
- Preparatore atletico: Marco Coralli
- Collaboratore tecnico: Alessandro Signorini
- Medico: dott. Domenico Di Mambro

## Rosa
| N. |                   | Ruolo | Calciatore         |
| -- | ----------------- | ----- | ------------------ |
| 1  | Italia (bandiera) | P     | Simone Moschin     |
| 2  | Italia (bandiera) | D     | Aniello Panariello |
| 3  | Italia (bandiera) | D     | Mirko Romagnoli    |
| 4  | Italia (bandiera) | D     | Ivan Rondanini     |
| 5  | Italia (bandiera) | D     | Tommaso Ghinassi   |
| 6  | Italia (bandiera) | C     | Federico Gentile   |
| 7  | Italia (bandiera) | C     | Ivan Castiglia     |
| 8  | Italia (bandiera) | C     | Simone Guerri      |
| 9  | Italia (bandiera) | A     | Ettore Mendicino   |
| 10 | Italia (bandiera) | A     | Alessandro Marotta |
| 11 | Italia (bandiera) | A     | Patrick Ciurria    |
| 12 | Italia (bandiera) | P     | Tommaso Biagiotti  |
| 13 | Italia (bandiera) | A     | Cristian Bunino    |
| 14 | Italia (bandiera) | D     | Dario D'Ambrosio   |

| N. |                                 | Ruolo | Calciatore          |
| -- | ------------------------------- | ----- | ------------------- |
| 15 | Svizzera (bandiera)             | D     | Dennis Iapichino    |
| 16 | Italia (bandiera)               | D     | Francesco Bordi     |
| 17 | Lituania (bandiera)             | D     | Marius Stankevičius |
| 18 | Italia (bandiera)               | D     | Roberto Masullo     |
| 19 | Italia (bandiera)               | D     | Demetrio Steffè     |
| 20 | Italia (bandiera)               | C     | Paolo Grillo        |
| 21 | Bosnia ed Erzegovina (bandiera) | C     | Dario Šarić         |
| 22 | Bulgaria (bandiera)             | P     | Mihail Ivanov       |
| 23 | Italia (bandiera)               | A     | Marco Firenze       |
| 24 | Italia (bandiera)               | C     | Andrea Doninelli    |
| 25 | Italia (bandiera)               | C     | Francesco Vassallo  |
| 26 | Gambia (bandiera)               | A     | Lamin Jawo          |
| 27 | Italia (bandiera)               | D     | Leonardo Terigi     |
| 28 | Italia (bandiera)               | C     | Riccardo Secondo    |

## Risultati

### Campionato di Lega Pro girone A

#### Girone di andata
| Arbitro: | Zanonato (Vicenza) |

|              |           |                |
| Calcagni 79’ | Marcatori | 83’ D'Ambrosio |

| Arbitro: | Pashuku (Albano Laziale) |

|               |           |                          |
| Mendicino 70’ | Marcatori | 34’ Bruno 75’ M. Biraghi |

| Arbitro: | Dionisi (L'Aquila) |

|                |           |            |
| Erpen 76’, 79’ | Marcatori | 2’ Marotta |

| Siena 14 settembre 2016 4ª giornata | Siena                          | 0 – 0 | Lupa Roma | Stadio Artemio Franchi\| Arbitro: \| Lorenzin (Castelfranco Veneto) \| |
| Arbitro:                            | Lorenzin (Castelfranco Veneto) |       |           |                                                                        |

| Arbitro: | De Remigis (Teramo) |

|                |           |             |
| Di Quinzio 49’ | Marcatori | 57’ Marotta |

| Arbitro: | Perotti (Legnano) |

|             |           |                                |
| Moncini 64’ | Marcatori | 8’ (aut.) Antonini 45’ Marotta |

| Arbitro: | Boggi (Salerno) |

|              |           |                |
| Vassallo 50’ | Marcatori | 39’ C. Colombo |

| Arbitro: | Curti (Milano) |

|  |           |                                                     |
|  | Marcatori | 19’ Doninelli 26’ Marotta 68’ Firenze 85’ Mendicino |

| Arbitro: | Fourneau (Roma) |

|               |           |  |
| Gentile 90+5’ | Marcatori |  |

| Arbitro: | Garofalo (Torre del Greco) |

|                          |           |                                          |
| Masullo 53’ Bunino 90+4’ | Marcatori | 17’ Matteassi 59’ Cazzamalli 75’ Hraiech |

| Arbitro: | Guida (Salerno) |

|                                                 |           |                          |
| Marras 10’ González 17’, 65’ Bocalon 44’, 90+6’ | Marcatori | 39’ Mendicino 41’ Bunino |

| Arbitro: | Fiorini (Frosinone) |

|                           |           |  |
| Marotta 45’ Mendicino 47’ | Marcatori |  |

| Arbitro: | Panarese (Lecce) |

|                         |           |  |
| A. Brighenti 79’ (rig.) | Marcatori |  |

| Arbitro: | Tursi (San Giovanni Valdarno) |

|                           |           |  |
| D'Ambrosio 47’ Bunino 82’ | Marcatori |  |

| Arbitro: | Annaloro (Collegno) |

|                   |           |            |
| Scaccabarozzi 53’ | Marcatori | 76’ Bunino |

| Arbitro: | Luciano (Lamezia Terme) |

|             |           |                |
| Firenze 72’ | Marcatori | 53’, 69’ Forte |

| Arbitro: | Mantelli (Brescia) |

|  |           |            |
|  | Marcatori | 3’ Marotta |

| Arbitro: | Raciti (Acireale) |

|  |           |           |
|  | Marcatori | 42’ Kouko |

| Arbitro: | Provesi (Treviglio) |

|                         |           |            |
| Musetti 19’ Barba 90+3’ | Marcatori | 24’ Bunino |

#### Girone di ritorno
| Arbitro: | Pagliardini (Arezzo) |

|                               |           |          |
| Marotta 17’ (rig.) Bunino 89’ | Marcatori | 66’ Calò |

| Arbitro: | Cudini (Fermo) |

|                      |           |                                       |
| Bruno 40’ Perico 87’ | Marcatori | 2’ P. Grillo 20’ Marotta 27’ Ghinassi |

| Arbitro: | Pietropaolo (Modena) |

|  |           |              |
|  | Marcatori | 44’ Polidori |

| Arbitro: | Meleleo (Casarano) |

|                              |           |  |
| Sfanò 70’ Svidercoschi 90+2’ | Marcatori |  |

| Arbitro: | Viotti (Tivoli) |

|  |           |               |
|  | Marcatori | 26’ Cristiani |

| Arbitro: | Miele (Torino) |

|                         |           |                    |
| Marotta 33’, 81’ (rig.) | Marcatori | 44’ (rig.) Moncini |

| Arbitro: | Sozza (Seregno) |

|                    |           |  |
| Colombo 83’ (rig.) | Marcatori |  |

| Arbitro: | Schirru (Nichelino) |

|                |           |                   |
| F. Gentile 82’ | Marcatori | 45’, 88’ De Sousa |

| Arbitro: | Balice (Termoli) |

|  |           |                           |
|  | Marcatori | 16’ Castiglia 37’ Ciurria |

| Arbitro: | Detta (Mantova) |

|                                        |           |  |
| Taugourdeau 25’ (rig.), 28’ Nobile 59’ | Marcatori |  |

| Arbitro: | Massimi (Termoli) |

|                      |           |  |
| Šarić 4’ Marotta 34’ | Marcatori |  |

| Arbitro: | Lorenzin (Castelfranco Veneto) |

|                               |           |  |
| Rosia 45’ Floriano 90’ (rig.) | Marcatori |  |

| Arbitro: | Fourneau (Roma) |

|  |           |                   |
|  | Marcatori | 40’, 45’ Scappini |

| Arbitro: | D'Ascanio (Ancona) |

|              |           |               |
| Falivena 21’ | Marcatori | 90+6’ Marotta |

| Arbitro: | Gariglio (Pinerolo) |

|  |           |                     |
|  | Marcatori | 45+3’ Scaccabarozzi |

| Arbitro: | Pagliardini (Arezzo) |

|                                     |           |                        |
| De Feo 5’, 49’ Merlonghi 54’ (rig.) | Marcatori | 8’ Ciurria 61’ Marotta |

| Arbitro: | Di Gioia (Nola) |

|                                 |           |                          |
| Ciurria 9’ Jawo 73’ Marotta 81’ | Marcatori | 34’ Jefferson 46’ Neglia |

| Arbitro: | Pietropaolo (Modena) |

|              |           |  |
| Ogunseye 82’ | Marcatori |  |

| Arbitro: | Paterna (Teramo) |

|                             |           |  |
| Bunino 75’, 89’ Marotta 85’ | Marcatori |  |

### Coppa Italia Tim Cup
| Arbitro: | Paolini (Ascoli Piceno) |

|  |           |                               |
|  | Marcatori | 11’ Pozzebon 28’, 56’ Ciccone |

### Coppa Italia di Lega Pro
| Arbitro: | Zufferli (Udine) |

|                      |           |  |
| Firenze 2’ Šarić 11’ | Marcatori |  |

| Arbitro: | Amabile (Vicenza) |

|                       |           |  |
| Croce 52’ (rig.), 83’ | Marcatori |  |